# Бхотія
Бготія — етнолінгвістична група, що мешкає уздовж всього Гімалайського регіону. До групи відносяться кашмірські балті, уттаракхандські бготія, непальські шерпа та інші, сіккімські бгутія, бутанські бготія (бутанці, найбільша етнічна група країни), хоча віднесення деяких з цих груп спірне. Група близько пов'язана з тибетцями, яких в деяких районах також вважають її частиною. Сама назва «бготія» ймовірно походить від слова бод (བོད་) — «Тибет».